# Brevans
Brevans – miejscowość i gmina we Francji, w regionie Burgundia-Franche-Comté, w departamencie Jura.
Według danych na rok 1990 gminę zamieszkiwało 610 osób, a gęstość zaludnienia wynosiła 169 osób/km² (wśród 1786 gmin Franche-Comté Brevans plasuje się na 259. miejscu pod względem liczby ludności, natomiast pod względem powierzchni na miejscu 916.).